# Dmitrij Popov
Dmitrij L'vovič Popov (in russo Дмитрий Львович Попов?; Mosca, 27 febbraio 1967) è un ex calciatore sovietico, dal 1991 russo, di ruolo centrocampista.

## Carriera

### Club
Popov ha iniziato la propria carriera professionistica nel Šinnik Jaroslavl', per poi trasferirsi allo Spartak Mosca.
Nel 1993 si è trasferito in Spagna, giocando con Racing Santander, Compostela e Toledo.
Nel gennaio 2000 ha firmato per gli israeliani del Maccabi Tel Aviv per poi ritirarsi dal calcio giocato a fine stagione.

### Nazionale
Popov ha disputato 21 partite con la Nazionale russa segnando 4 gol.
Nel 1994 ha fatto parte della selezione che ha partecipato al Mondiale negli Stati Uniti.

### Dopo il ritiro
Nel 2008 Popov è diventato direttore tecnico dello Spartak Mosca.

## Palmarès

### Club
- Campionato sovietico: 1

Spartak Mosca: 1989
- Coppa dell'URSS: 1

Spartak Mosca: 1991-1992
- Campionato russo: 2

Spartak Mosca: 1992, 1993